# 1486 Marilyn
1486 Marilyn è un asteroide della fascia principale. Scoperto nel 1938, presenta un'orbita caratterizzata da un semiasse maggiore pari a 2,1982298 UA e da un'eccentricità di 0,1242674, inclinata di 0,07766° rispetto all'eclittica.
L'asteroide è dedicato a Marilyn Herget, figlia dell'astronomo Paul Herget.